# 栗山拓也
栗山 拓也（くりやま たくや、1987年6月12日 - ）は、日本の男性声優。佐賀県出身。以前は81プロデュースに所属していた。
血液型はO型。星座はふたご座。

## 経歴・特色
宮田幸季のNightLovecallの第四期アシスタントを川野剛稔と共に勤める。

## 出演
太字はメインキャラクター。

### テレビアニメ
2008年
- スケアクロウマン（工員B）
- 全力ウサギ（患者）

2009年
- 極上!!めちゃモテ委員長（2009年 - 2010年、北神陸馬、芽留友哉、男子、係員、同級生、大野）- 2シリーズ

2010年
- 一期一会〜キミノコトバ〜（もっさん）
- 会長はメイド様!（荒牧千夏、田原、男A、参加者A、後輩、男子B）
- バクマン。（2010年 - 2011年、男子生徒、若者）- 2シリーズ
- メタルファイト ベイブレード 爆（ブレーダー）

2011年
- 放浪息子（矢部）

2012年
- エリアの騎士（白鳥要、早瀬敦士）

2019年
- フライングベイビーズ（街の人々、会場の人々）
- 本好きの下剋上 司書になるためには手段を選んでいられません（市場の人々）

### 劇場アニメ
- 豆富小僧（2011年、手下）

### OVA
- Another 第0話 The Other 〈因果〉（2012年、高校生）

### ゲーム
- ミマナ イアルクロニクル（2009年）

### ラジオ
- 宮田幸季のNightLovecall（2009年、アシスタント）

### 吹き替え
- グレイズ・アナトミー8
- TOUCH/タッチ（タリク）
- ピクシー・ホロウ・ゲームズ 妖精たちの祭典
- ボディ・オブ・プルーフ 死体の証言（ショーン・ウィルコックス）
- マット・ルブランの元気か〜い?ハリウッド!2
- リンガー 〜2つの顔〜
- 跳べ!ロックガールズ 〜メダルへの誓い（レイザー）
- ドックはおもちゃドクター（ハーミー）
- ブレンダンとケルズの秘密（羊飼い、ブラザー）

### テレビ
- デコボコーン!（声・モッシー）